# Autostrada al-Sharqiyya
L'autostrada al-Sharqiyya (in inglese al-Sharqiyya Expressway), è un'autostrada dell'Oman. Ha inizio nel governatorato di al-Dakhiliyya all'intersezione con la strada nazionale 15 proveniente da Mascate e si sviluppa verso sud-est per attraversare i governatorati di al-Sharqiyya Nord e al-Sharqiyya Sud.
Gran parte del tracciato è stato costruito sulla sede della vecchia strada nazionale 23 di cui rimangono poche sezioni per gli attraversamenti urbani ed un troncone di 25 km nella parte montuosa del percorso. Nel 2020 l'autostrada ha raggiunto una lunghezza di 207 km sorpassando l'abitato di Al-Kamil wa al-Wafi. Il progetto prevede ulteriori 37 km di autostrada per terminare alla periferia meridionale della cittadina di Sur.

## Tabella percorso

### Tratto in esercizio
| Autostrada al-Sharqiyya |                                                          |       |      |                   |
| Tipo                    | Indicazione                                              | ↓km↓  | ↑km↑ | Governatorato     |
|                         | Strada nazionale 15 Mascate - Nizwa                      | 0,0   | ..   | al-Dakhiliyya     |
|                         | ...                                                      | ..    | ..   | al-Dakhiliyya     |
|                         | Bidbid                                                   | ..    | ..   | al-Dakhiliyya     |
|                         | Lizeg                                                    | ..    | ..   | al-Dakhiliyya     |
|                         | Area di servizio (solo dir. Nord)                        | ..    | ..   | al-Dakhiliyya     |
|                         | Shuwasi - Zona Industriale                               | ..    | ..   | al-Dakhiliyya     |
|                         | Strada nazionale 23                                      | ..    | ..   | al-Dakhiliyya     |
|                         | Nidāb                                                    | ..    | ..   | al-Dakhiliyya     |
|                         | Galleria Al Aqq 1 (650m)                                 | ..    | ..   | al-Dakhiliyya     |
|                         | Galleria Al Aqq 2 (1450m)                                | ..    | ..   | al-Dakhiliyya     |
|                         | Strada nazionale 23                                      | ..    | ..   | al-Dakhiliyya     |
|                         | ...                                                      | ..    | ..   | al-Dakhiliyya     |
|                         | Strada nazionale 25                                      | ..    | ..   | al-Dakhiliyya     |
|                         | ...                                                      | ..    | ..   | al-Dakhiliyya     |
|                         | Area di servizio                                         | ..    | ..   | al-Dakhiliyya     |
|                         | Hajir                                                    | ..    | ..   | al-Dakhiliyya     |
|                         | Al Rawdha Strada nazionale 27                            | ..    | ..   | al-Dakhiliyya     |
|                         | ...                                                      | ..    | ..   | al-Sharqiyya Nord |
|                         | Al Hayema                                                | ..    | ..   | al-Sharqiyya Nord |
|                         | ...                                                      | ..    | ..   | al-Sharqiyya Nord |
|                         | Al Ahmadi Strada nazionale 23                            | ..    | ..   | al-Sharqiyya Nord |
|                         | Ibra Nord                                                | ..    | ..   | al-Sharqiyya Nord |
|                         | Ibra Centro                                              | ..    | ..   | al-Sharqiyya Nord |
|                         | Ibra Sud Strada nazionale 23                             | ..    | ..   | al-Sharqiyya Nord |
|                         | Strada nazionale 28                                      | ..    | ..   | al-Sharqiyya Nord |
|                         | ...                                                      | ..    | ..   | al-Sharqiyya Nord |
|                         | ...                                                      | ..    | ..   | al-Sharqiyya Nord |
|                         | Al Mudhayreb                                             | ..    | ..   | al-Sharqiyya Nord |
|                         | Al Qabil                                                 | ..    | ..   | al-Sharqiyya Nord |
|                         | Deserto del Wahiba Sands                                 | ..    | ..   | al-Sharqiyya Nord |
|                         | Al Wasil                                                 | ..    | ..   | al-Sharqiyya Nord |
|                         | ...                                                      | ..    | ..   | al-Sharqiyya Nord |
|                         | Al Ghabbi Nord                                           | ..    | ..   | al-Sharqiyya Nord |
|                         | Al Gahabbi Est                                           | ..    | ..   | al-Sharqiyya Nord |
|                         | ...                                                      | ..    | ..   | al-Sharqiyya Nord |
|                         | Wadi Bani Khalid                                         | ..    | ..   | al-Sharqiyya Nord |
|                         | ...                                                      | ..    | ..   | al-Sharqiyya Sud  |
|                         | ...                                                      | ..    | ..   | al-Sharqiyya Sud  |
|                         | ...                                                      | ..    | ..   | al-Sharqiyya Sud  |
|                         | Al Kamil Nord                                            | ..    | ..   | al-Sharqiyya Sud  |
|                         | Al Kamil Est                                             | ..    | ..   | al-Sharqiyya Sud  |
|                         | fine autostrada in esercizio Strada nazionale 23 per Sur | 207,0 | ..   | al-Sharqiyya Sud  |

### Tratto in costruzione
| Autostrada al-Sharqiyya |                           |       |      |                  |
| Tipo                    | Indicazione               | ↓km↓  | ↑km↑ | Governatorato    |
|                         | ...                       | 207,0 | ..   | al-Sharqiyya Sud |
|                         | ...                       | ..    | ..   | al-Sharqiyya Sud |
|                         | ...                       | ..    | ..   | al-Sharqiyya Sud |
|                         | Strada nazionale 23 - Sur | 244,0 | ..   | al-Sharqiyya Sud |